# Shimanami Tasogare
Shimanami Tasogare (en japonès しまなみ誰そ彼) és una sèrie de manga japonesa escrita i il·lustrada per Yuhki Kamatani. La història és protagonitzada per Tasuku Kaname, un adolescent gai que troba altres persones LGBT. El manga va ser publicat periòdicament a la revista Hibana de Shogakukan de 2015 a 2017 i a l'aplicació mòbil Manga One de 2017 a 2018. L'editorial va recopilar els capítols en quatre volums amb el segell editorial Big Comics Special. Ha estat llicenciat a diversos països.

## Argument
Tasuku Kaname és un adolescent acabat d'arribar amb la seva família a la ciutat d'Onomichi, situada a la prefectura d'Hiroshima. La situació sembla anar bé a la nova escola fins que els seus companys de classe comencen a burlar-se d'ell per ser homosexual. Desesperat, intenta suicidar-se, però en aquell moment coneix una misteriosa dona que conegui un grup de persones amb problemes no gaire diferents del seu.

## Publicació
El manga va començar a publicar-se periòdicament a la revista seinen Hibana, de l'editorial Shogakukan', de març de 2015 a agost de 2017. La revista va desaparèixer del mercat l'agost de 2017, la publicació de Shimanami Tasogare va passar a fer-se en format digital a l'aplicació Manga ONE a partir del mes de setembre. El manga va quedar acabat el maig de 2018. El manga ha estat recopilar en un total de 4 volums tankobon.
El manga ha estat llicenciat en anglès per Seven Seas Entertainment, en castellà per Ediciones Tomodomo a Espanya, en italià per J-Pop Manga a Itàlia, i en francès per Akata Éditions a França.
| Vol. | Publicació             | ISBN              | Ref.   |
| ---- | ---------------------- | ----------------- | ------ |
| 1    | 11 de desembre de 2015 | 978-4-09-187419-1 | [ 7 ]  |
| 2    | 12 d'octubre de 2016   | 978-4-09-189276-8 | [ 8 ]  |
| 3    | 15 de novembre de 2017 | 978-4-09-189740-4 | [ 9 ]  |
| 4    | 19 juliol de 2018      | 978-4-09-860040-3 | [ 10 ] |

## Crítica
En la seva crítica del manga, Erica Friedman, fundadora de Yuricon, va descriure la narrativa de l'obra com crucial per a la joventut homosexual japonesa. Rachel Torn, de la Facultat de Manga de la Universitat Seika de Kyoto, l'ha descrit com una de les obres més realistes de la realitat de moltes persones LGBT al Japó.